# 維多利亞唐人街

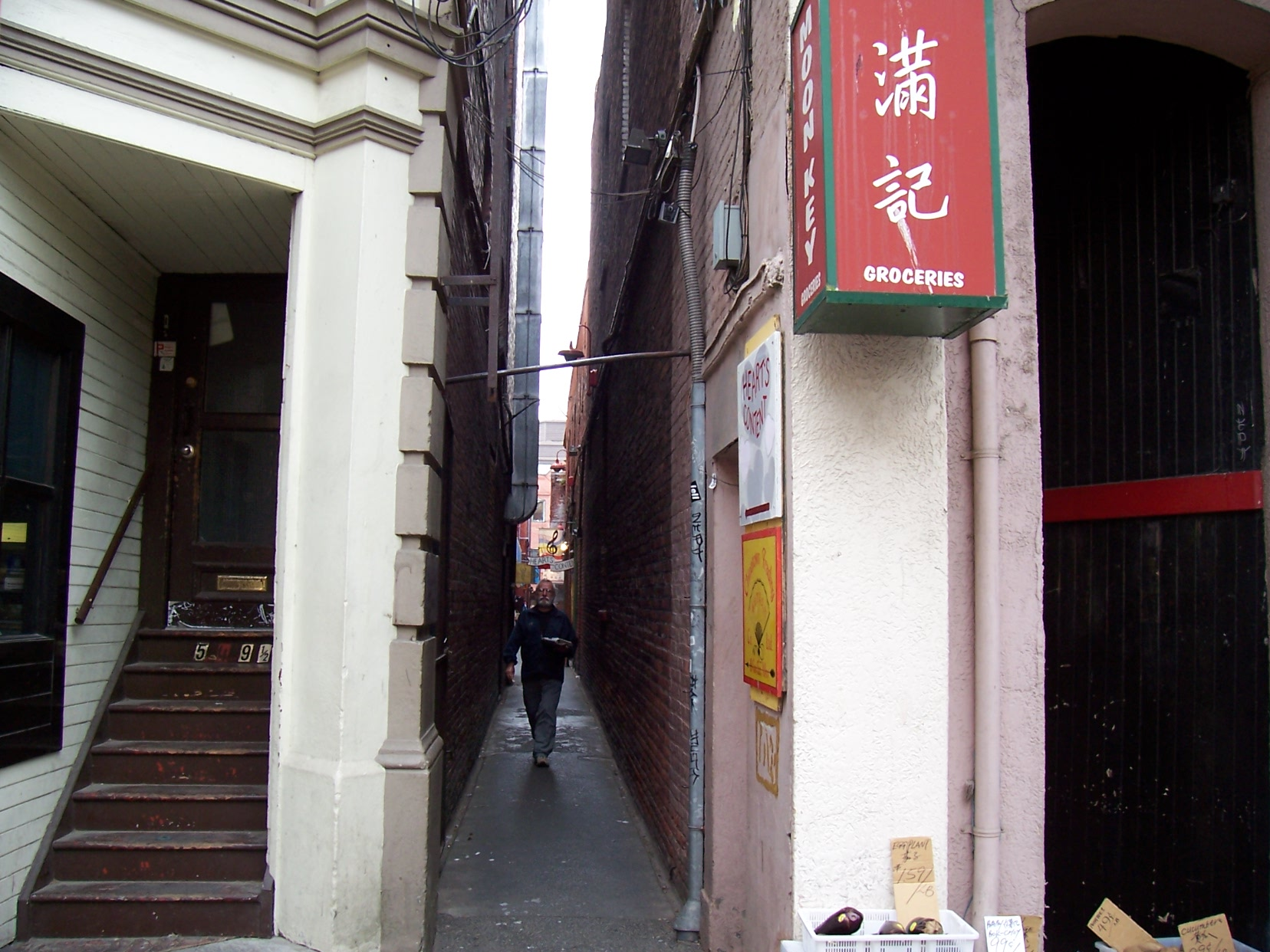
眺望番摊巷。

维多利亚唐人街位于加拿大不列颠哥伦比亚省维多利亚， 是該國最古老的唐人街，也是北美继旧金山之后的第二座唐人街。维多利亚唐人街源于十九世纪中叶大量涌入的华裔矿工从加利福尼亚州移民至不列颠哥伦比亚省（1858年）。维多利亚唐人街持续受到居民和游客的欢迎，许多唐人街的住户已是第二代或第三代华裔。唐人街离域多利市区其他景点仅有几分钟的车程，最邻近的有皇后飯店、市场广场等等。

## 历史
弗雷泽峡谷在1858年发现的大量黄金导致了突然激增的移民，大约三分之一是中国人。在一年之内，弗雷泽峡谷发现黄金的消息直接传至了中国本土。但淘金仅是移民的一个原因，清朝末期的战乱导致许多中国公民因饑荒、干旱或战争的原因离开自己的家园并横跨太平洋到不列颠哥伦比亚省维多利亚。大多数移民来自于广东省。不久之后，加拿大太平洋鐵路的建设继续吸引了中国的工人移民至此地。当时大部分移民的是男性。1911年维多利亚唐人街住户为3,158人，相当于2001年维多利亚市中心区域的总人口数。